# Castelluccio Valmaggiore
Castelluccio Valmaggiore es una localidad y comune italiana de la provincia de Foggia, región de Apulia, con 1.367 habitantes.

## Evolución demográfica
| Gráfica de evolución demográfica de Castelluccio Valmaggiore entre 1861 y 2001 |
|                                                                                |
| Fuente ISTAT - elaboración gráfica de Wikipedia                                |